# Новицковичский сельсовет
Нови́цковичский се́льсовет — административная единица на территории Каменецкого района Брестской области Республики Беларусь. Административный центр — агрогородок Новицковичи.

## Состав

— Населённые пункты Новицковичского сельсовета

Новицковичский сельсовет включает 11 населённых пунктов:
- Гулевичи — деревня.
- Клепачи — деревня.
- Лаховичи — деревня.
- Новицковичи — агрогородок.
- Пашуки — деревня.
- Подбела — деревня.
- Ступичево — деревня.
- Хомутины — деревня.
- Чернаки — деревня.
- Шишово — деревня.
- Яменка — деревня.